# Vườn quốc gia Joshua Tree

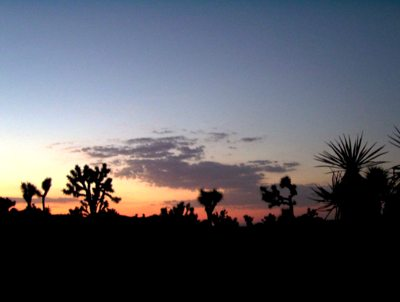
Bình minh trên dải đá Black Rock

Vườn quốc gia Joshua Tree tọa lạc tại đông bắc tiểu bang California, Hoa Kỳ. Vườn quốc gia này được thành lập năm 1994. Với diện tích 1.234 dặm vuông (3.196 km²), đại bộ phận của nó được bao gồm bởi hai sa mạc, đó là Mojave và Colorado ở khu vực thấp hơn. Một phần của vườn quốc gia này (2.367 km²) là khu vực hoang dã. Dãy núi Little San Bernardino chạy qua các cạnh của vườn quốc gia. Tên của vườn quốc gia này được đặt theo loài cây phổ biến ở khu vực, cây Joshua (Yucca brevifolia). Có ít nhất 240 loài chim được tìm thấy tại đây. Nơi quan sát loài chim tốt nhất trong vườn quốc gia là Đập hồ Barker.